# Muzicoterapie
Muzicoterapia este o metodă de terapie prin muzică și sunete armonioase.

## Legături externe
- „muzicoterapie” la DEX online